# Žalgiris-Stadion
Das Žalgiris-Stadion (litauisch Žalgirio stadionas) war ein Fußballstadion im Stadtteil Žirmūnai der litauischen Hauptstadt Vilnius. Die Sportstätte war das größte Stadion des Landes, fasste 15.030 Zuschauer und wurde von den Fußballvereinen FK Žalgiris Vilnius und FC Vilnius genutzt.

## Geschichte
Der Bau des Stadions wurde Ende der 1940er Jahre auf dem Gebiet eines jüdischen Friedhofes begonnen; die Eröffnung fand 1950 statt. Erbaut wurde die Sportstätte von deutschen Kriegsgefangenen des Zweiten Weltkrieges. Der Name Žalgiris leitet sich von der Schlacht bei Tannenberg (litauisch: Žalgirio mūšis) im Jahr 1410 ab. Nach der Unabhängigkeit der Litauischen Sozialistischen Sowjetrepublik (LiSSR) von der Sowjetunion 1990 wurde das Stadion in Vilnius zum Nationalstadion, in dem die litauische Fußballnationalmannschaft ihre Heimspiele austrug. Seit einigen Jahren werden die Länderspiele im renovierten S.Dariaus-und-S.Girėno-Stadion in Kaunas oder dem 2004 erbauten LFF-Stadion in Vilnius ausgetragen.
Im Jahr 2015 wurde das Stadiongrundstück verkauft, der Abriss des Stadions begann im Juli 2016.